# Aire d'attraction de Belfort
L'aire d'attraction de Belfort est un zonage d'étude défini par l'Insee pour caractériser l’influence de la commune de Belfort sur les communes environnantes. Publiée en octobre 2020, elle se substitue à l'aire urbaine de Belfort, qui comportait 67 communes dans le zonage de 2010.

## Définition
L'aire d'attraction d'une ville est composée d’un pôle, défini à partir de critères de population et d’emploi ainsi que d’une couronne constituée des communes dont au moins 15 % des actifs travaillent dans le pôle. Le pôle d’attraction constitue ainsi un point de convergence des déplacements domicile-travail,.

## Géographie
L’aire d'attraction de Belfort est une aire inter-départementale qui comporte 91 communes : 75 situées dans le Territoire de Belfort et 16 dans la Haute-Saône. 

### Carte

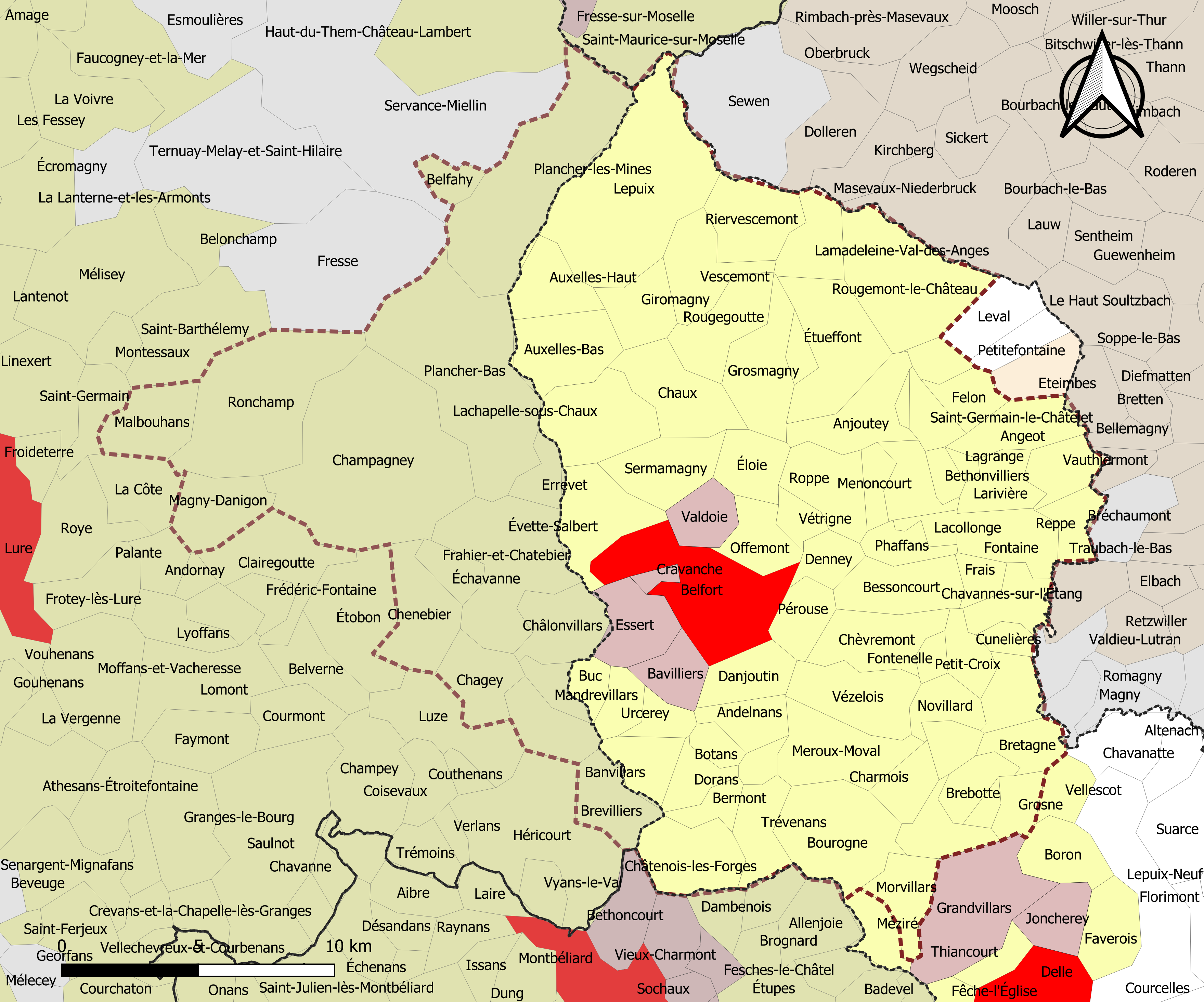
Carte de l'aire d'attraction de Belfort.
Commune-centre
Commune du pôle principal
Commune de la couronne

### Composition communale
| Catégorie                  | Département           | Communes | Communes |
| Catégorie                  | Département           | Nombre   | Libellé |
| -------------------------- | --------------------- | -------- | --- |
| Commune-centre             | Territoire de Belfort | 1        | Belfort. |
| Communes du pôle principal | Territoire de Belfort | 4        | Bavilliers, Cravanche, Essert, Valdoie. |
| Communes de la couronne    | Territoire de Belfort | 70       | Andelnans, Angeot, Anjoutey, Argiésans, Auxelles-Bas, Auxelles-Haut, Banvillars, Bermont, Bessoncourt, Bethonvilliers, Botans, Bourg-sous-Châtelet, Bourogne, Brebotte, Bretagne, Buc, Charmois, Châtenois-les-Forges, Chaux, Chèvremont, Cunelières, Danjoutin, Denney, Dorans, Eguenigue, Éloie, Étueffont, Évette-Salbert, Felon, Fontaine, Fontenelle, Foussemagne, Frais, Froidefontaine, Giromagny, Grosmagny, Grosne, Lachapelle-sous-Chaux, Lacollonge, Lagrange, Lamadeleine-Val-des-Anges, Larivière, Lepuix, Menoncourt, Meroux-Moval, Montreux-Château, Morvillars, Novillard, Offemont, Pérouse, Petit-Croix, Petitmagny, Phaffans, Autrechêne, Recouvrance, Reppe, Riervescemont, Romagny-sous-Rougemont, Roppe, Rougegoutte, Rougemont-le-Château, Saint-Germain-le-Châtelet, Sermamagny, Sevenans, Trévenans, Urcerey, Vauthiermont, Vescemont, Vétrigne, Vézelois. |
| Communes de la couronne    | Haute-Saône           | 16       | Belfahy, Brevilliers, Chagey, Châlonvillars, Champagney, Chenebier, Échavanne, Échenans-sous-Mont-Vaudois, Errevet, Frahier-et-Chatebier, Magny-Danigon, Malbouhans, Mandrevillars, Plancher-Bas, Plancher-les-Mines, Ronchamp. |

## Démographie
Cette aire est catégorisée dans les aires de 50 000 à moins de 200 000 habitants, une catégorie qui regroupe 18,4 % de la population au niveau national.